# 日の出 (浦安市)
日の出（ひので）は千葉県浦安市の地名。現行行政地名は日の出一丁目から日の出八丁目。郵便番号は279-0013。

## 地理
第2期海面埋立事業によって作られた新町地区に位置し、浦安市最東端にあたる。区域内は｢海風の街｣と称されるマンションを中心とした市街地となっている。
三丁目に市立日の出小学校、市立日の出中学校、五丁目に市立日の出南小学校、八丁目に浦安市墓地公園がある。
東・北は東京湾に面し、西は入船、南は明海と接している。

## 歴史

### 沿革
- 1978年（昭和53年）9月26日　第2期海面埋立事業により、東葛飾郡浦安町日の出を新設。
- 1981年（昭和56年）4月1日　市制施行により、浦安市日の出となる。
- 2006年（平成18年）9月19日　住居表示施行により、浦安市日の出一丁目～八丁目となる。

### 地名の由来
浦安市の最も東に位置し、市内で最も早く日が昇るのを眺めることができることから「日の出」とした。

## 町名の変遷
「日の出」新設時
| 実施後 | 実施年月日    | 実施前（各町名ともその一部） |
| ------ | ------------- | ---------------------------- |
| 日の出 | 1978年9月26日 | （地名なし）                 |

住居表示施行時
| 実施後       | 実施年月日    | 実施前（各町名ともその一部） |
| ------------ | ------------- | ---------------------------- |
| 日の出一丁目 | 2006年9月19日 | 日の出                       |
| 日の出二丁目 | 2006年9月19日 | 日の出                       |
| 日の出三丁目 | 2006年9月19日 | 日の出                       |
| 日の出四丁目 | 2006年9月19日 | 日の出                       |
| 日の出五丁目 | 2006年9月19日 | 日の出                       |
| 日の出六丁目 | 2006年9月19日 | 日の出                       |
| 日の出七丁目 | 2006年9月19日 | 日の出                       |
| 日の出八丁目 | 2006年9月19日 | 日の出                       |

## 世帯数と人口
2020年（令和2年）1月31日現在の世帯数と人口は以下の通りである。
| 丁目         | 世帯数    | 人口     |
| ------------ | --------- | -------- |
| 日の出一丁目 | 1,785世帯 | 4,153人  |
| 日の出二丁目 | 808世帯   | 1,809人  |
| 日の出三丁目 | 1,074世帯 | 3,237人  |
| 日の出四丁目 | 328世帯   | 1,026人  |
| 日の出五丁目 | 1,285世帯 | 3,658人  |
| 日の出六丁目 | 606世帯   | 1,975人  |
| 日の出七丁目 | 190世帯   | 671人    |
| 計           | 6,076世帯 | 16,529人 |

## 小・中学校の学区
市立小・中学校に通う場合、学区は以下の通りとなる。
| 丁目         | 番地 | 小学校                 | 中学校               |
| ------------ | ---- | ---------------------- | -------------------- |
| 日の出一丁目 | 全域 | 浦安市立日の出小学校   | 浦安市立日の出中学校 |
| 日の出二丁目 | 全域 | 浦安市立日の出小学校   | 浦安市立日の出中学校 |
| 日の出三丁目 | 3番  | 浦安市立日の出南小学校 | 浦安市立日の出中学校 |
| 日の出三丁目 | 4番  | 浦安市立日の出小学校   | 浦安市立日の出中学校 |
| 日の出四丁目 | 全域 | 浦安市立日の出小学校   | 浦安市立日の出中学校 |
| 日の出五丁目 | 全域 | 浦安市立日の出南小学校 | 浦安市立日の出中学校 |
| 日の出六丁目 | 全域 | 浦安市立日の出南小学校 | 浦安市立日の出中学校 |
| 日の出七丁目 | 全域 | 浦安市立日の出南小学校 | 浦安市立日の出中学校 |
| 日の出八丁目 | 全域 | 浦安市立日の出南小学校 | 浦安市立日の出中学校 |

## 施設
- 浦安市立日の出保育園
- 浦安市立日の出幼稚園
- 聖徳大学附属浦安幼稚園
- 浦安市立日の出小学校
- 浦安市立日の出南小学校
- 浦安市立日の出中学校
- 日の出公民館
  - 浦安市立中央図書館日の出公民館図書室
- 浦安市墓地公園
- トランポランドTokyo bayside
- 東京ディズニーセレブレーションホテル:ディスカバー
- ホテルエミオン東京ベイ
- 星野リゾート 1955 東京ベイ
- ラ・ジェント・ホテル東京ベイ
- イビススタイルズ東京ベイ
- 法務省浦安総合センター
- 浦安マリナイースト21フォーラム海風の街